# Toni Amendola
Antonio Amendola (Pseudonym Tony Hepburn; * 1931 in San Lucido, Provinz Cosenza) ist ein italienischer Schauspieler, Filmproduzent und Filmregisseur.

## Leben
Amendola begann in jugendlichem Alter als Schauspieler; so war er einer der Heranwachsenden in Schuhputzer (1946) und war dann bis Ende des folgenden Jahrzehntes in einigen Filmen zu sehen. Nachdem er sich um die Produktion dreier Kostümfilme gekümmert hatte, drehte er 1959 und im Folgejahr zwei Filme in eigener Regie. 1983/84 produzierte er erneut zwei Filme.
Er war daneben immer auch als Bühnenschauspieler aktiv. Ein verwendetes Pseudonym Amendolas war Tony Hepburn.

## Filmografie (Auswahl)
- 1946: Schuhputzer (Siuscià)
- 1953: Ein Sonntag in Rom (La domenica della buona gente)
- 1954: Attila, die Geißel Gottes (Attila)
- 1958: Don Vesuvio und das Haus der Strolche (Il bacio del sole)
- 1959: Le donne ci tengono assai (Regie, Produktion, Buch, Darsteller)
- 1960: Le ambiziose (Regie, Drehbuch)